# Antimony (Utah)
Pour les articles homonymes, voir Antimony.
Antimony est une ville américaine située dans le comté de Garfield, dans l’Utah. En 2012, sa population s’élevait à 119 habitants.

## Histoire
En 1873, des hommes s’installent dans le cadre d’une mission de paix avec les Amérindiens Fish Lake (en). Le premier nom de l’endroit est Coyote, en raison des coyotes qu’ils trouvent dans les environs. En 1880, de l’antimoine (antimony en anglais) est découvert, d’où le nom de la localité.

## Source
- (en) Cet article est partiellement ou en totalité issu de l’article de Wikipédia en anglais intitulé « Antimony, Utah » (voir la liste des auteurs).